# Владимирово (Монтанская область)
Владимирово (болг. Владимирово) — село в Болгарии. Находится в Монтанской области, входит в общину Бойчиновци. Население составляет 1 455 человек.

## Политическая ситуация
В местном кметстве Владимирово, в состав которого входит Владимирово, должность кмета (старосты) исполняет Светлин Алексиев Сретениев (Граждане за европейское развитие Болгарии (ГЕРБ)) по результатам выборов.
Кмет (мэр) общины Бойчиновци — Славей Иванов Костодинов (Граждане за европейское развитие Болгарии (ГЕРБ)) по результатам выборов.